# BMW・N52エンジン

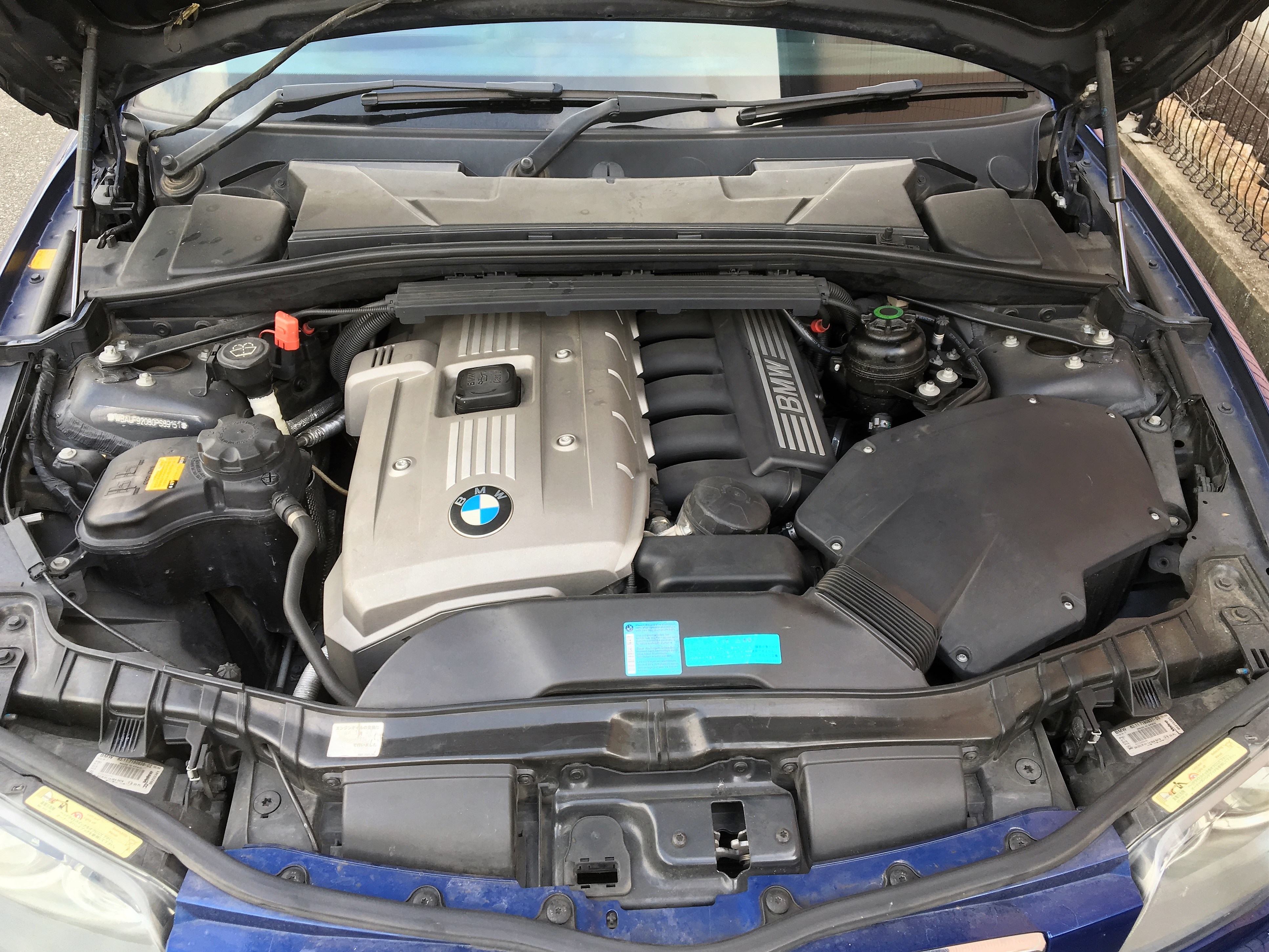
E87 130iに搭載されたN52

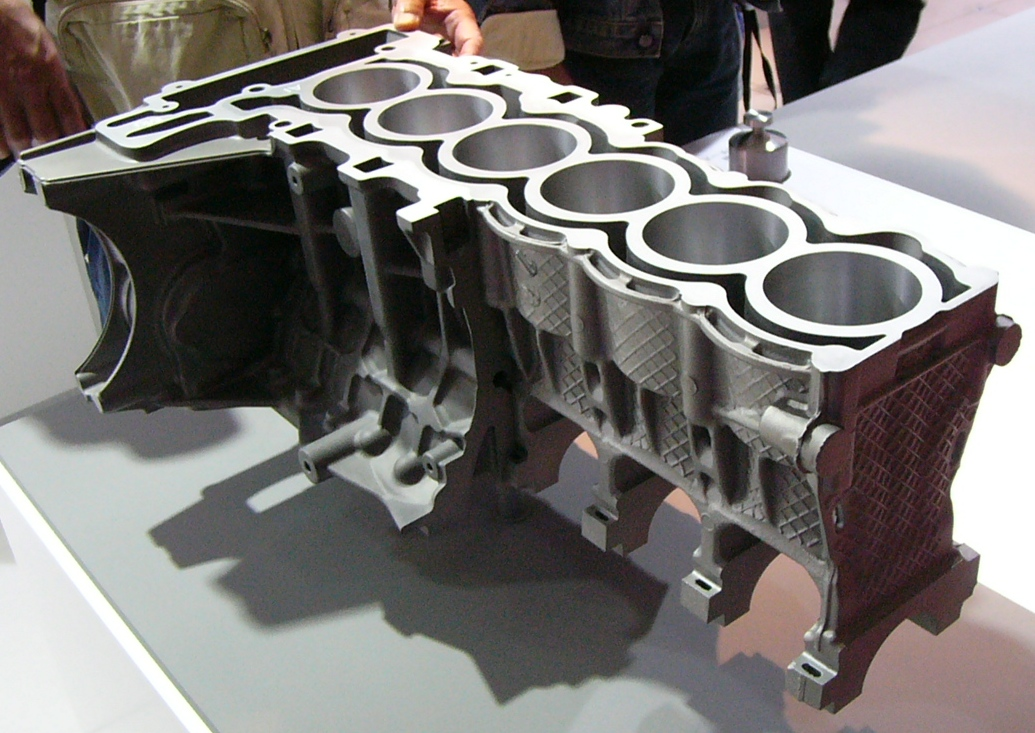
マグネシウム・アルミニウム複合クランクケース

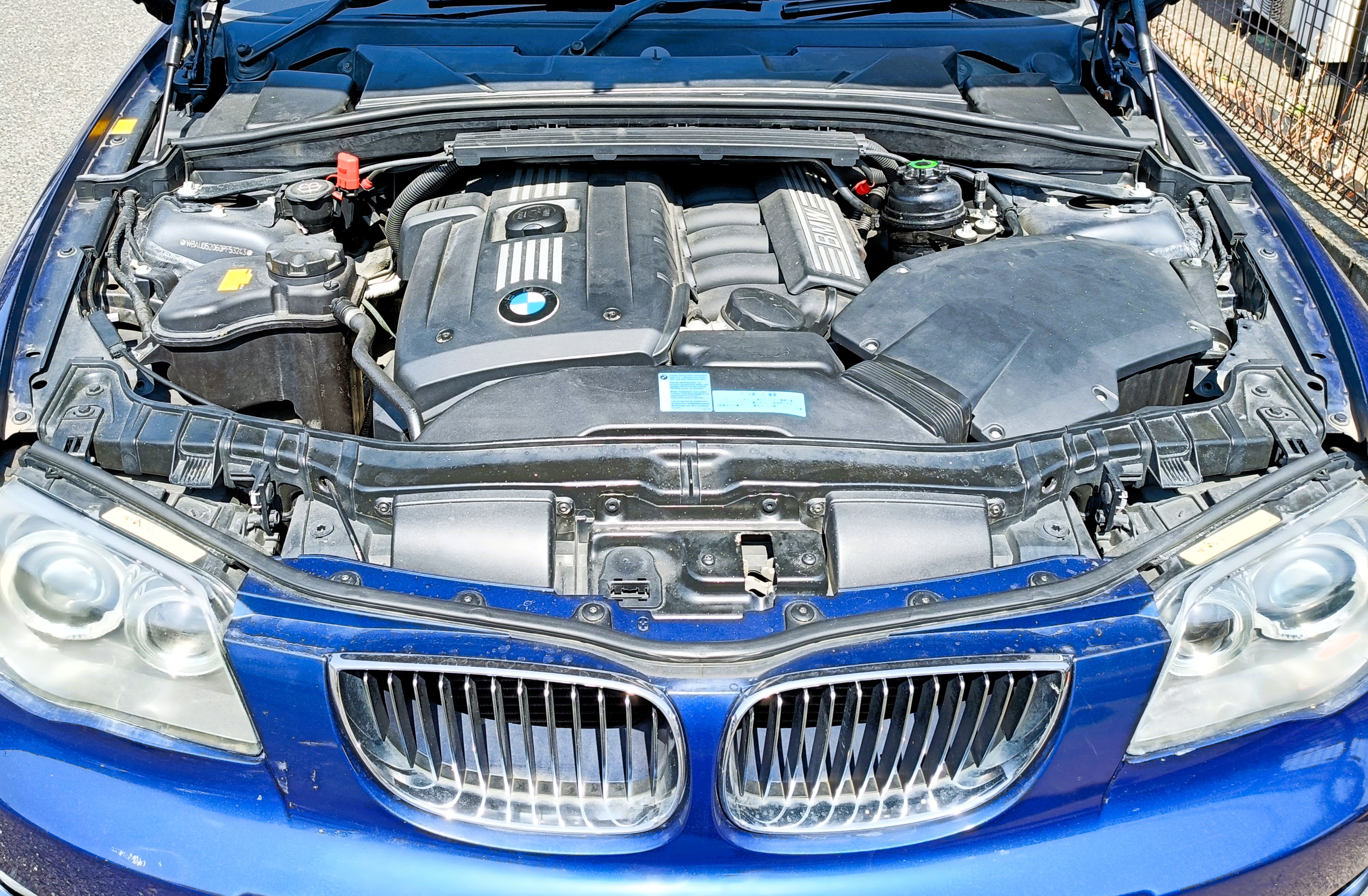
N52エンジン（後期;黒ヘッドカバー）E87 130i

BMW・N52エンジンとは、BMWの直列6気筒自然吸気ガソリンエンジンの系列である。
本機は、直列6気筒・自然吸気・ポート噴射を全て採用したエンジンであり、BMW社製自動車用エンジンにおいて「シルキー6」と言われるフィーリングを堪能できる最後のエンジンとされる。2.5リットルと3リットルの排気量のエンジンがあった。圧縮比は10.7。

## 解説
2004年に6シリーズのE63 630iおよびE90 330iに搭載され、1990年代初頭に開発されたM54エンジンを順次置き換えた。2007年には世界のベストエンジンのベスト10に選出された。M54エンジンと比較して重量は10kg軽減、燃料消費は12%削減、出力は20kW増加している。またM54エンジンより広いトルクバンドも獲得した。最大回転数は7000回転。

### 軽量化
軽量化のために革新的なマグネシウムとアルミニウムとの複合材料のクランクケースが採用された。マグネシウム合金がクランクケースに使用されたのは量産車初であった。このマグネシウム合金は水に対する耐腐食性が低く、高温下での使用にも適さない。このため、クランクケースは内張にアルミニウムを使用してこの欠点を補っている。このクランクケースは、アルミ製のクランクケースより24％軽量で、ねずみ鋳造鉄のクランクケースより57％軽量であった。ヘッドカバーもマグネシウム製が使用された。軽量深絞りフランジを使用することで、エキゾーストマニホールドの大幅な軽量化を実現し、従来比で800g軽くなっている。これらおよび他の処置（軽量マニホールド・軽量中空カムシャフト・マグネシウム製ヘッドカバー・アルミ製ヘッド・アルミ製オイルパンなど）により、M54エンジンより10kg軽量化された。161kgの総重量は6気筒エンジンのなかで世界最軽量であった。排気触媒も小型化・軽量化され、触媒への2次エアの注入も不要になっている。中空カムシャフトはN52エンジン生産中に段階的に導入されたため、ソリッドのカムシャフトが搭載されているエンジンも存在する。中空カムシャフトはハイドロフォーミング製法で製造され、ソリッドのカムシャフトと比較すると25％軽量で、エンジン全体で1.2kgの軽量化に貢献した。

### 高出力化と低燃費化
第二世代のバルブトロニックが採用された。バルブのリフト量はDCモーター制御により0.25 mm から 9.8 mm の間で連続的に調整された。吸気量は吸気バルブだけで調節され、スロットルバルブは装備されるものの通常は動作せず、故障時などの非常に限定される状況のみで動作する。バルブの開閉タイミングもダブルVANOSで連続的にコントロールされた。また世界初の電動ウォーターポンプが採用され、エンジンの冷却需要に応じた回転数に制御された。ウォーターポンプの電動化で、機械式と比較して2割のエネルギーロスが実現し、エンジン前面のベルトの数も1本削減された。エンジンの温度管理も精密に行えるようになり燃料消費が2％削減された。しかし、この電動ウォーターポンプが故障してオーバーヒートするという症状も頻発した。オイルポンプも可変容量式となり、2kwの駆動エネルギーが削減された。水冷式のオイルクーラーを備え、能動的なオイル温度管理が導入された。排ガス管理もM54エンジンより進化しており、一酸化炭素、炭化水素、窒素酸化物、ベンゼンなどの排出量が削減されている。高出力なバージョンのエンジンでは、「DISA」と呼ばれる3段階の可変吸気マニホールドが装備され、切り替えにより低速域から高速域まで幅広いトルクバンドを担保した。

## N53との関係
N52の後継は2007年から製造が開始されたBMW・N53エンジン（直列6気筒自然吸気エンジン・リーンバーン直噴・バルブトロニック非採用・排気量はN52と同じく2,497ccまたは2,996cc）である。しかしN53は直噴化されたものの、エンジン内部のスペース不足によりバルブトロニックは非搭載であり、出力もN52に対してアドバンテージを持っていない。そのため両エンジンは平行して製造され、生産時期は重複している。また北米とオーストラリア、マレーシアでは燃料中の硫黄成分が多いことから直噴のN53の投入は見送られ、N52が継続使用されたり、4気筒ターボエンジンのN20エンジンが後継となった。N53エンジンは長らく日本導入が見送られてきたが、2010年7月より325i（E90、E91、E92）に搭載され、正規輸入が開始された。なお、N53はN52より早く2013年に製造が打ち切られており、BMWで最後まで生産されていた自然吸気直列6気筒エンジンはN52エンジンである。N52の製造は2015年末まで継続された。

## データ

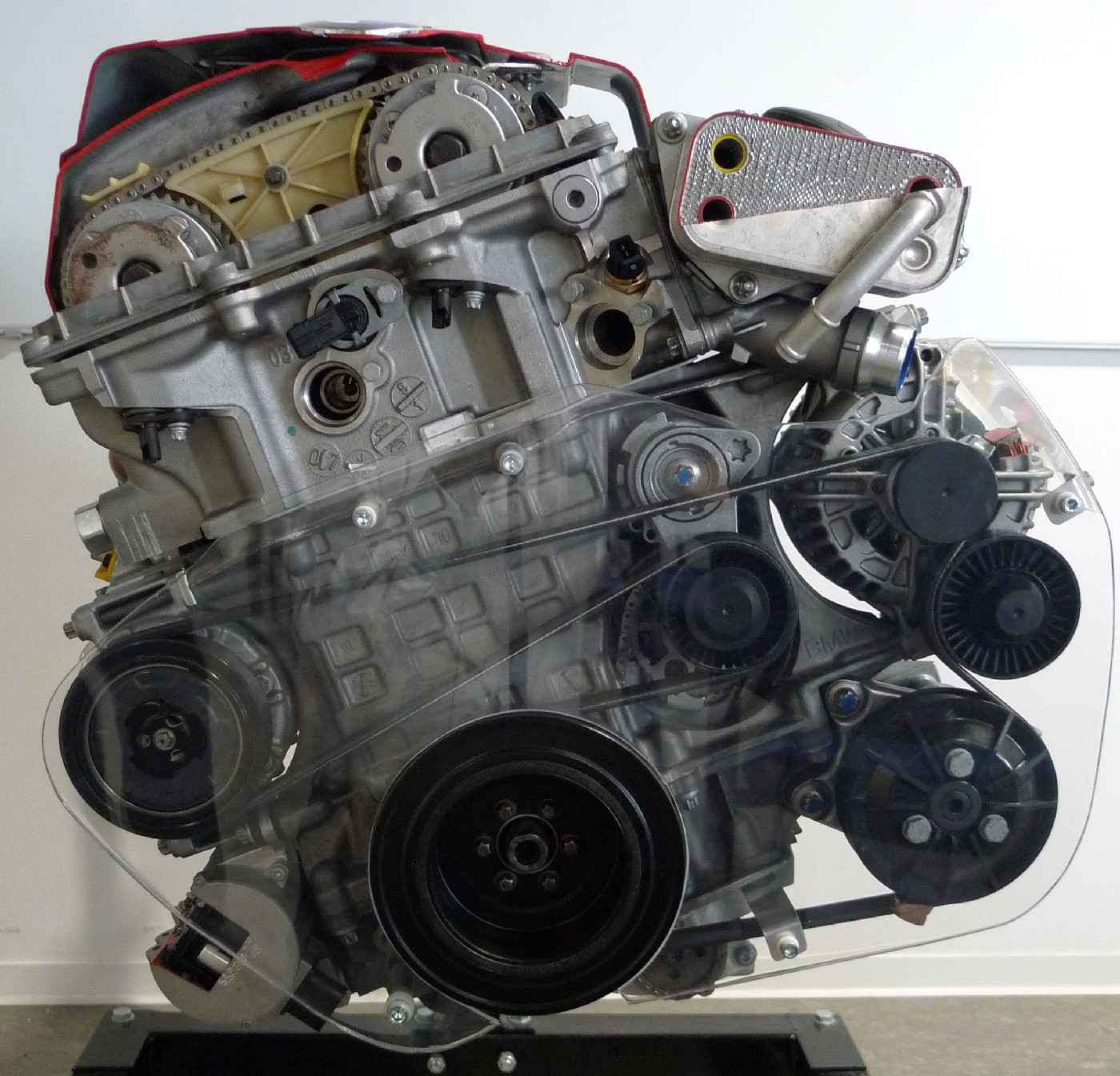
エンジン正面

| Engine | Displacement           | 出力                          | トルク                                 | 生産期間  |
| ------ | ---------------------- | ----------------------------- | -------------------------------------- | --------- |
| N52B25 | 2,497 cc (152.4 cu in) | 130 kW (174 bhp) at 5,800 rpm | 230 N⋅m (170 lb⋅ft) at 3,500-5,000 rpm | 2005-2008 |
| N52B25 | 2,497 cc (152.4 cu in) | 150 kW (201 bhp) at 6,400 rpm | 250 N⋅m (184 lb⋅ft) at 2,750 rpm       | 2007-2011 |
| N52B25 | 2,497 cc (152.4 cu in) | 160 kW (215 bhp) at 6,500 rpm | 250 N⋅m (184 lb⋅ft) at 2,750-4,250 rpm | 2004-2013 |
| N52B30 | 2,996 cc (182.8 cu in) | 160 kW (215 bhp) at 6,100 rpm | 270 N⋅m (199 lb⋅ft) at 2,500-4,250 rpm | 2006-2010 |
| N52B30 | 2,996 cc (182.8 cu in) | 160 kW (215 bhp) at 6,100 rpm | 280 N⋅m (207 lb⋅ft) at 2,500-3,500 rpm | 2010-2011 |
| N52B30 | 2,996 cc (182.8 cu in) | 170 kW (228 bhp) at 6,500 rpm | 270 N⋅m (199 lb⋅ft) at 2,750 rpm       | 2007-2013 |
| N52B30 | 2,996 cc (182.8 cu in) | 180 kW (241 bhp) at 6,500 rpm | 310 N⋅m (229 lb⋅ft) at 2,750 rpm       | 2008-2011 |
| N52B30 | 2,996 cc (182.8 cu in) | 190 kW (255 bhp) at 6,600 rpm | 300 N⋅m (221 lb⋅ft) at 2,500-4,000 rpm | 2010-2011 |
| N52B30 | 2,996 cc (182.8 cu in) | 190 kW (255 bhp) at 6,600 rpm | 310 N⋅m (229 lb⋅ft) at 2,600 rpm       | 2009-2015 |
| N52B30 | 2,996 cc (182.8 cu in) | 195 kW (261 bhp) at 6,600 rpm | 315 N⋅m (232 lb⋅ft) at 2,750-4,250 rpm | 2005-2009 |
| N52B30 | 2,996 cc (182.8 cu in) | 200 kW (268 bhp) at 6,650 rpm | 315 N⋅m (232 lb⋅ft) at 2,750 rpm       | 2006-2010 |

## 搭載車種
N52エンジンは、1シリーズ（E87）、3シリーズ（E90）、5シリーズ（E60、初期のF10）、6シリーズ（E63）、Z4（E85、E89）、X1（E84）、X3（E83、初期のF25）、X5（E70）などに搭載された。また、日本には正規輸入されなかったが、N52エンジンを搭載する7シリーズ（E65、F01）も存在する。N52エンジンにはヘッドカバーがシルバー塗装のものと、黒塗装のものがあり、黒塗装のものが後期のエンジンである。

### N52B25
130 kW (174 bhp)
- 2006 E90 323i — カナダとオーストラリア
- 2004-2007 E60/E61 523i
- 2006-2008 E85 Z4 2.5i

150 kW (201 bhp)
- 2007-2011 E90 323i — カナダとオーストラリア
- 2010-2011 F10 523i
- 2009-2011 E89 Z4 sDrive23i

160 kW (215 bhp) 
- 2005-2010 E83 X3 2.5si, xDrive25i
- 2005-2010 E60/E61 525i, 525xi — アメリカとカナダ以外
- 2004-2013 E90/E91/E92/E93 325i, 325xi — アメリカとカナダ以外
- 2005-2008 E85 Z4 2.5si

### N52B30
N52エンジンの3リットルバージョンは、85 mm (3.35 in)のボアと、88 mm (3.46 in)のストロークを持つ。各エンジンの出力の差は、主にインテークマニホールドの違いと制御プログラムの差に起因する。
160 kW (215 bhp)
- 2006-2007 E90/E92/E93 325i, 325xi — アメリカとカナダのみ
- 2006-2007 E60/E61 525i, 525xi — アメリカとカナダのみ
- 2006-2008 E85 Z4 3.0i — アメリカとカナダのみ
- 2008-2011 E82/E88 125i
- 2008-2010 E60/E61 528i, 528xi — アメリカとカナダのみ
- 2009-2010 E84 X1 xDrive25i

170 kW (228 bhp) 
- 2007-2013 E90/E91/E92/E93 328i, 328xi — アメリカとカナダのみ
- 2008-2013 E82/E88 128i — アメリカとカナダのみ

180 kW (241 bhp) 
- 2010-2011 F10 528i

190 kW (255 bhp) 
- 2004-2007 E63/E64 630i
- 2005-2007 E90/E92/E93 330i, 330xi
- 2005-2008 E65/E66 730i
- 2005-2009 E60/E61 530i, 530xi
- 2009-2015 F01 730i
- 2008-2011 E89 Z4 sDrive30i
- 2009-2011 E84 X1 xDrive28i
- 2009-2012 E87 130i
- 2010-2011 F25 X3 28i

195 kW (261 bhp) 
- 2005-2008 E85/E86 Z4 3.0si
- 2006-2009 E87 130i

200 kW (268 bhp) Applications:
- 2006–2010 E83 X3 3.0si
- 2006-2010 E70 X5 3.0si, xDrive30i
- 2007-2010 E63/E64 630i
- 2007-2013 E90/E92/E93 330i, 330xi